# Tushhan
Tushhan (Tušḫan, également Tushan) est une ancienne ville assyrienne, située sur l'actuel site de Ziyaret Tepe, en Turquie, dans la province de Diyarbakır, en Turquie, à proximité du village kurde dénommé par les habitants sous le nom kurde : Behramki ou  Tepe-i Barava. C'était une capitale provinciale dans la haute vallée du Tigre, sur la rive sud et habitée depuis la période Mitanni, et principalement pendant la période néo-assyrienne à l' âge du fer.

## Histoire
Le site de Ziyaret Tepe est occupé dès le début de l'âge du bronze. La majeure partie du développement urbain découvert à ce jour date de la fin de l'âge du bronze et du fer. À la fin de la période assyrienne, il était connu sous le nom de Tushhan, jusqu'à environ 612 à 605 avant notre ère, lorsque cet empire est tombé. Le site devrait être inondé par le barrage d'Ilısu vers 2014.

## Archéologie
Les travaux sur le site ont commencé avec trois ans d'étude de surface et de télédétection en 1997,,. De 2000 à 2014, le site a été fouillé par une équipe dirigée par Timothy Matney de l'Université d'Akron,,,,,.
Un important ensemble de tablettes d'argile cunéiforme y a été trouvé. Elles ont été traduites par Simo Parpola de l'Université d'Helsinki.

## Voir également
- Villes de l'ancien Proche-Orient